# Bixbyita-(Mn)
La bixbyita-(Mn) és un mineral de la classe dels òxids. Rep el seu nom de Maynard Bixby (1853-1935), prospector, miner i distribuïdor de minerals de Salt Lake City, Estats Units, qui va recollir i facilitar els primers exemplars per al seu estudi.

## Característiques
La bixbyita-(Mn) és un òxid de fórmula química Mn3+
2O₃. Cristal·litza en el sistema isomètric. La seva duresa a l'escala de Mohs es troba entre 6 i 6,5. Es tracta d'una espècie aprovada per l'Associació Mineralògica Internacional, que va ser redefinida l'any 2021 com la part dominant de Mn3+ de la sèrie de la bixbyita, amb una fórmula ideal Mn₂O₃.
Segons la classificació de Nickel-Strunz, la bixbyita-(Mn) pertany a «04.CB: Òxids amb proporció metall:oxigen = 2:3, 3:5, i similars, amb cations de mida mitjana» juntament amb els següents minerals: brizziïta, corindó, ecandrewsita, eskolaïta, geikielita, hematites, ilmenita, karelianita, melanostibita, pirofanita, akimotoïta, auroantimonita, romanita, tistarita, avicennita, armalcolita, pseudobrookita, mongshanita, zincohögbomita-2N2S, zincohögbomita-2N6S, magnesiohögbomita-6N6S, magnesiohögbomita-2N3S, magnesiohögbomita-2N2S, ferrohögbomita-6N12S, pseudorútil, kleberita, berdesinskiita, oxivanita, olkhonskita, schreyerita, kamiokita, nolanita, rinmanita, iseïta, majindeïta, claudetita, estibioclaudetita, arsenolita, senarmontita, valentinita, bismita, esferobismoïta, sil·lenita, kyzylkumita i tietaiyangita.

## Formació i jaciments
Va ser descoberta l'any 1897 a Maynard's claim, al Comtat de Juab, a Utah (Estats Units), en cavitats litofisals en riolites, on sol trobar-se associada a altres minerals com: topazi, sanidina, quars, pseudobrookita, hematites i beril. Als territoris de parla catalana se n'ha trobat a la Vall de Ribes, al Ripollès (Girona).